# Bus Simulator 16
Bus Simulator 16 — це гра-симулятор автобуса, розроблена студією stillalive та опублікована Astragon Entertainment для Microsoft Windows і macOS. Він працює на базі Unity і був доступний 3 березня 2016 року в усьому світі. Це четверта гра в серії Bus Simulator. Сиквел під назвою Bus Simulator 18 вийшов у 2018 році.

## Ігровий процес
Bus Simulator 16 має ліцензію на транспортні засоби MAN. Окрім автобусів німецького виробника автобусів, у грі є загалом шість автобусів, які дозволяють гравцям їздити по п'яти районах. У грі також є менеджер маршрутів для створення власних автобусних ліній. У грі також доступний багатокористувацький режим.

## Розробка та випуск
Bus Simulator 16 було анонсовано в липні 2015 року. Це перша гра в серії, розробленій австрійським розробником відеоігор stillalive Studios. Реліз гри був запланований на 20 січня 2016 року для Microsoft Windows і macOS, але його було перенесено на 3 березня 2016 року через технічні проблеми. 25 січня 2017 року було доступно завантажуваний вміст про автобуси, що включає три ліцензовані автобуси Mercedes-Benz, у тому числі 18-метровий зчленований автобус Citaro G.

## Рецепція
За даними агрегатора оглядів Metacritic, Bus Simulator 16 отримав «змішані або середні» відгуки.
Річард Аллен з Invision Community оцінив гру на сім. Він писав, що керування грою було дуже схожим на American Truck Simulator від SCS Software, який був опублікований у той самий період.
Джеймс Грем з Dark Station дав йому три зірки з п'яти. Він похвалив цікаві ідеї гри, але розкритикував її крихітну внутрішньоігрову карту та відсутність поглибленого контенту.
Brash Games оцінили гру лише на три бали з десяти. Письменник прокоментував: «Bus Simulator 16 — це безжиттєва, бездушна брехня симулятора; і я використовую термін „симулятор“ у найвільнішому сенсі».